# Панджосійобі-Пойон
Панджосійо́бі-Пойо́н (тадж. Панҷосиёби поён) — село у складі Хатлонської області Таджикистану. Входить до складу Зарбдорського джамоату Кулобського району.
Село розташоване на річці Кулобдар'я.
Назва означає нижній Панджосійоб, останнє означає п'ять млинів. Колишня назва Бештегерман, сучасна назва — з 3 грудня 2012 року.
Населення — 1388 осіб (2010; 1299 в 2009).